# 古屋先生は杏ちゃんのモノ
『古屋先生は杏ちゃんのモノ』は、香純裕子による日本の漫画作品。『りぼん』（集英社）2016年10月号から2020年7月号まで連載された。単行本全12巻。

## あらすじ
舞台は京都。主人公の宇佐美杏は、バイト先で目撃したサプライズで、4年間付き合っていたつもりの彼女に彼氏がいて、ふられてしまう展開になり、男性はしぶしぶ帰っていく。翌日、担任としてきた先生が昨日の男性だった。新担任の古屋遼平に恋してしまったものの、先生は意外とガードが固く、クソ真面目な先生だった。距離を近づけようとするが、「先生と生徒は無理や。」とふられてしまう。 

## 登場人物
声はりぼんチャンネルにて公開のまんが動画の担当声優。
宇佐美 杏（うさみ あん）
声 - 和仁美里（2018年 - 2020年）→竹中千菜津（2020年）
主人公。17歳（連載当初16歳）、京都在住の明るく元気な女の子。遼平が好き。
古屋 遼平（ふるや りょうへい）
声 - 松苗秀樹（2018年 - 2020年）
26歳の新任教師。杏の2年生の時の担任で、教科は国語。付き合っていると思っていた人にフラれるなど少し残念男子。
君嶋 悠人（きみしま ゆうと）
声：瀧（現・瀧恭平）（2018年 - 2020年）
杏と元・同じクラスのイケメンで、あだ名は「キミシマン」。杏のことが好き。
我妻 いのり（あづま いのり）
声：なるみ（2018年 - 2020年）
クールでカッコいい転校生。あだ名は「いのりん」。
成瀬 茅乃（なるせ かやの）
声 - Cnoko（2018年 - 2019年）→朝森千菜津（現・竹中千菜津）（2019年 - 2020年）
杏と同じクラスのモテ女。あだ名は「なるる」。
城ヶ崎 陸（じょうがさき りく）
声 - 長野嵩（2018年 - 2020年）
杏と同じクラスの男子。あだ名は「ジョー」。
湊 彩葉（みなと いろは）
声 - 朝森千菜津（現・竹中千菜津）（2019年）
教育実習生。遼平の大学時代の後輩。
川田 太一（かわだ たいち）
声 - アルパカト（2019年 - 2020年）
古屋の友人。
古屋 真澄（ふるや ますみ）
声 - 原口ともみ（2019年）
古屋の実姉。

## 書誌情報
- 香純裕子 『古屋先生は杏ちゃんのモノ』 集英社 〈りぼんマスコットコミックス〉、全12巻
  1. 2017年1月25日発売[3]、ISBN 978-4-08-867444-5
  2. 2017年5月25日発売[4]、ISBN 978-4-08-867460-5
  3. 2017年9月25日発売[5]、ISBN 978-4-08-867475-9
  4. 2018年1月25日発売[6]、ISBN 978-4-08-867486-5
  5. 2018年5月25日発売[7]、ISBN 978-4-08-867503-9
  6. 2018年9月25日発売[8]、ISBN 978-4-08-867516-9
  7. 2019年1月25日発売[9]、ISBN 978-4-08-867531-2
  8. 2019年5月24日発売[10]、ISBN 978-4-08-867547-3
  9. 2019年9月25日発売[11]、ISBN 978-4-08-867563-3
  10. 2020年1月24日発売[12]、ISBN 978-4-08-867573-2
  11. 2020年5月25日発売[13]、ISBN 978-4-08-867585-5
  12. 2020年9月25日発売[14]、ISBN 978-4-08-867597-8
    - if番外編 君嶋先生は杏ちゃんのモノ〜もしもキミシマンが先生だったら?〜
    - 番外編 キミシマンは誰のモノ?
    - 番外編 杏ちゃん先生の教育実習